# Rozkaz o komisařích

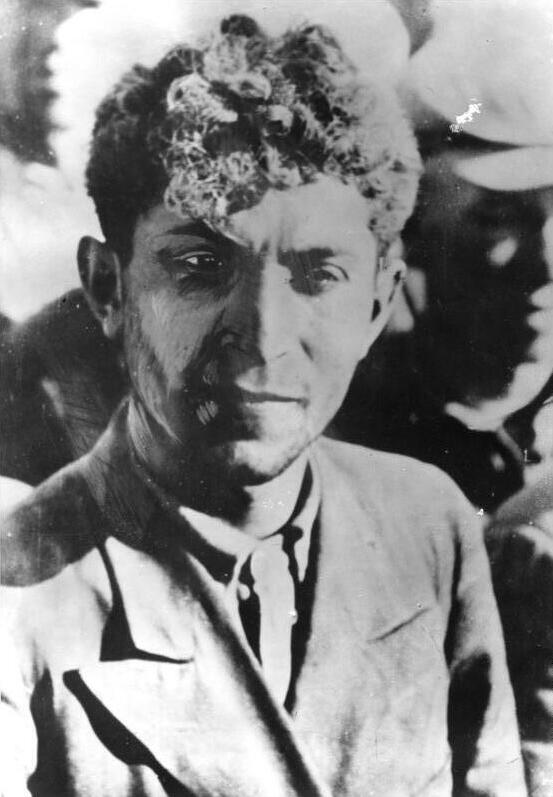
Údajný židovský komisař v roce 1941; fotografie byla pořízena poté, co byl zatčen. Originální německý popisek zní: „Střílel ze zálohy na invazní vojska.“

Rozkaz o komisařích (německy Kommissarbefehl, oficiálně Instrukce pro zacházení s politickými komisaři, Richtlinien für die Behandlung politischer Kommissare) byl písemný rozkaz vydaný Adolfem Hitlerem 6. června 1941 před operací Barbarossa. Požadoval, aby každého sovětského politického komisaře identifikovaného mezi zajatými vojáky ihned zastřelili jako vynucovače komunistické ideologie.
Podle rozkazu by všichni sovětští zajatci identifikovaní jako „bolševici nebo jako aktivní reprezentanti bolševické ideologie“ měli být také zabiti.

## Historie
První pracovní verze Rozkazu o komisařích byla vydána generálem Eugenem Müllerem 6. května 1941, vyžadovala zastřelit všechny komisaře, aby se nedostali do zajateckých táborů v Německu. Německý historik Hans-Adolf Jacobsen napsal: 
„Velitelé německé armády nikdy nepochybovali o tom, že příkaz úmyslně ignoroval mezinárodní právo; což je potvrzeno neobvykle malým počtem kopií rozkazu, které byly distribuovány“. 
 Odstavec napsaný generálem Mullerem byl na žádost OKW odstraněn. Polní maršál Walter von Brauchitsch příkaz upravil 24. května 1941 a Mullerův paragraf opět přiložil. Vybízel armádu, aby zachovávala disciplínu podle rozkazu. Finální pracovní verze příkazu byla OKW 6. června 1941 rozeslána nejvýše postaveným velitelům, kteří měli ústně informovat své podřízené.
Prosazení Rozkazu o komisařích vedlo k tisícům poprav. Německý historik Jürgen Förster se chystal v roce 1989 napsat, že není pravda, co tvrdí většina německých armádních velitelů v jejich pamětích a někteří němečtí historikové jako Ernst Nolte, kteří stále prohlašovali, že Rozkaz o komisařích nebyl prosazen. 23. září 1941, po tom co několik velitelů Wehrmachtu žádalo o zmírnění příkazu, aby u vojáků Rudé armády podpořili ochotu vzdát se, Hitler odmítl „jakékoli pozměnění existujících příkazů týkajících se politických komisařů“.
Když se o Rozkazu o komisařích dozvěděli vojáci a důstojníci Rudé armády, oživilo to morálku a omezilo či zabránilo myšlenkám na kapitulaci. Tento nežádoucí účinek byl citován v německých výzvách Hitlerovi (např. Clause von Stauffenberga), který nakonec po jednom roce 6. května 1942 Rozkaz o komisařích zrušil.